# Rob Mayth
Rob Mayth (født Robin Brande, 5. februar 1984 i Hagen) er en tysk DJ og Hands Up Producent.
Allerede i sine unge dage opdagede Rob Mayth sit talent for musik. Han voksede op i en familie hvor musik betød en masse for dem alle. Han begyndte at tage klavertimer som 8-årig men det tilfredstillede ham ikke helt. Efter at have holdt sit første keyboard i sine hænder kunne han ikke stoppes af noget som helst.
I 1996 tog han sine første skridt med programmer som "Dance Machine" eller "Magix Music Maker". Han nåede dog hurtigt bunden af disse programmers muligheder. På hans safaritur gennem musikprogrammer gjorde han et længere stop ved Fruity Loops. Her kunne han næsten realisere sine ideer.
Han begyndte at "udgive" sine numre på internetsider som "Myownmusic"(gtmusic.de) eller "Virtual-Volume" for at nå et bredere "publikum". På grund af dette modtog han en masse feedback og kritik som hjalp ham med at forbedre hans numres kvalitet. Det tog ikke lang tid før han optog sin første demo-CD. 
Over årene fik Rob flere chancer for at snakke om publicering af hans numre med nogle pladeselskaber. Det blev dog aldrig rigtigt til noget. Han gav ikke op men udviklede sig videre.
En dag lærte han Waveliner at kende via internettet. Han viste Waveliner sin demo.mp3 og det ramte præcis Waveliners smag/nerver. Dette resulterede i "duellen" "Waveliner vs. Rob Mayth". De arbejdede videre på nummeret og skabte et hit indenfor denne musiks kreds: "Harder than ever". Vinylen/Cd'en blev udsolgt på 2 uger. Allerede på den første uge fløj nummeret fra 0 til 11 på discomanias hitlister og den blev på den tyske DJ Playlist i 5 uger.
Det efterfølgende nummer "Children of Xtc", også fyldt med energi, var lige så succesfuld som det forrige nummer.
Rob har allerede lavet remixes for Special D, Groove Coverage, Sven-R-G vs. Bass-T, Cascada, Alax M. vs Marc van Damme, Angel City, Base Attack og mange flere.